# Cardinal (bière)
Pour les articles homonymes, voir Cardinal.
Vous pouvez aider à l'améliorer ou bien discuter des problèmes sur sa page de discussion.
- Il ne cite pas suffisamment ses sources. Vous pouvez indiquer les passages à sourcer avec {{référence nécessaire}} ou {{Référence souhaitée}}, et inclure les références utiles en les liant aux notes de bas de page. (Marqué depuis avril 2021)
- Il contient une ou plusieurs listes. Le texte gagnerait à être rédigé sous la forme d’un ou plusieurs paragraphes synthétiques, afin d’être plus agréable à lire. (Marqué depuis avril 2021)

- Archive Wikiwix
- Bing
- Cairn
- DuckDuckGo
- E. Universalis
- Gallica
- Google
- G. Books
- G. News
- G. Scholar
- Persée
- Qwant
- (zh) Baidu
- (ru) Yandex
- (wd) trouver des œuvres sur Wikidata

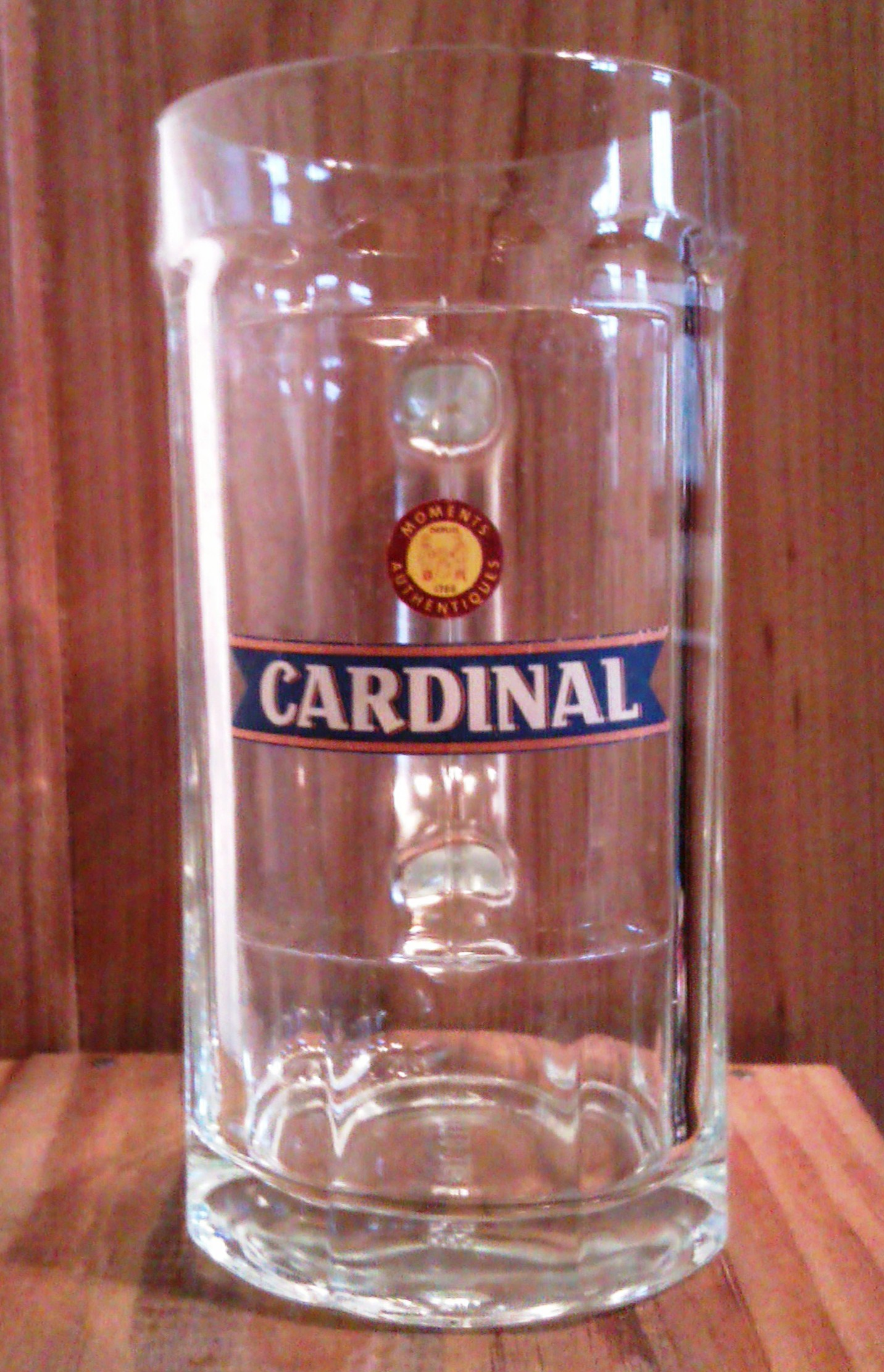
Chope de bière Cardinal.

Cardinal est une marque de bière blonde suisse de fermentation basse produite par la brasserie Cardinal. Jusqu'en 2011, elle est brassée dans la ville de Fribourg. Depuis elle est produite par Feldschlösschen à Rheinfelden.

## Production

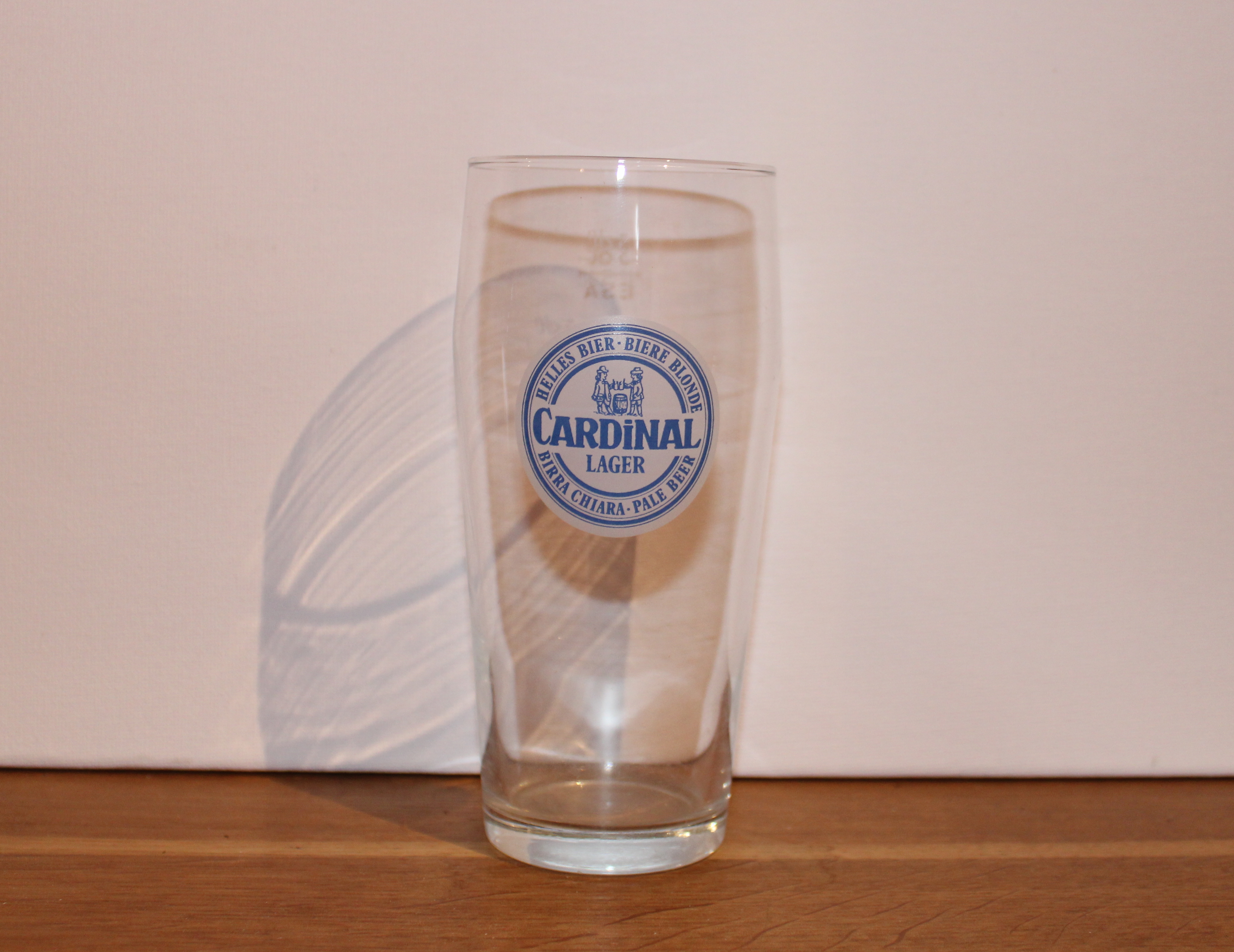
Vieux verre à bière
"Cardinal Lager".
(écriture en 4 langues)

La bière Cardinal est originellement brassée à Fribourg, à la brasserie Cardinal. Néanmoins, en raison d'arrangements internes au cartel des producteurs de bière en Suisse, la Cardinal est aussi brassée en partie à Rheinfelden jusqu'en 1985, et à Wädenswil jusqu'en 1990, une année avant l'éclatement de ce dernier. En 2012, la brasserie Cardinal de Fribourg ferme et la bière Cardinal est brassée à Rheinfelden.
En 1968, la Cardinal est produite à partir d'un moût d'une densité initiale de 11,6 °P.

## Variétés
- Spéciale, 5,2 % alc. vol.
- Draft Originale, 4,7 % alc. vol.
- Draft Lime Cut, 4,6 % alc. vol.
- Cardinal Sans alcool, 0,5 % alc. vol.
- 2,4, 2,4 % alc. vol.
- Eve Litchi, 3,1 % alc. vol.
- Eve Grapefruit, 3,1 % alc. vol.
- Eve Passion Fruit, 3,1 % alc. vol.
- Angel, 0,0 % alc. vol.

## Sponsoring
Cardinal est sponsor de plusieurs clubs de sports et de festivals, principalement romands. Parmi eux, nous retrouvons, :
- clubs de hockey sur glace
  - HC Fribourg-Gottéron
  - Lausanne HC
  - Genève-Servette HC
- clubs de football
  - Lausanne Sport
- festivals de musique
  - Estivale Open Air
  - Paléo Festival
  - Festi'neuch